# Rubicon Technologies
Rubicon Technologies, LLC, comunemente nota come Rubicon, è una società di software focalizzata su rifiuti e riciclaggio. Lavora con i propri clienti per trovare inefficienze nel flusso dei rifiuti e per sviluppare modi nuovi e innovativi per ridurre, riutilizzare e riciclare.
Rubicon ha sviluppato un'applicazione mobile per fornire la raccolta dei rifiuti su richiesta.  L'azienda è stata paragonata a società tecnologiche come Uber, Airbnb  e Netflix.

## Storia
Rubicon è stata fondata nel Kentucky nel 2008 da Nate Morris e Marc Spiegel, amici della Eastern High School di Louisville. La famiglia Spiegel era presente da tempo nel commercio di rifiuti e riciclaggio di trasporto, per più di un secolo: tale conoscenza ha suscitato l'interesse di Morris ad avviare una società che potrebbe rivoluzionare l'industria dei rifiuti. Morris ha esaurito le carte di credito personali e ha venduto oggetti su eBay per finanziare le spese iniziali, come un sito Web e un lavoro legale di base.
Il nome Rubicon deriva dall'idioma "Attraversare il Rubicone", che significa passare un punto di non ritorno e si riferisce all'attraversamento del fiume Rubicone da parte dell'esercito di Giulio Cesare nel 49 aC. Lo stesso Morris ha definito l'evento dell'attraversamento del fiume di Cesare "una fantastica storia di interruzione".

### Finanziamenti
Nell'estate del 2012, Rubicon ha ricevuto 5 milioni di dollari nel suo primo round di finanziamenti. Gli investitori includevano "Rotunda Capital Partners", "Richmond Global", CM "Bill" Gatton e Joel Moxley.
Nel gennaio 2015, Rubicon ha annunciato di aver raccolto 30 milioni di dollari in un secondo round di finanziamenti. Gli investitori includevano Barry Sternlicht, Brad M. Kelley, Marc Benioff e Fifth Third Bank.
Nel settembre 2015, Rubicon ha raccolto $ 57 milioni in un terzo round di finanziamento. Il round è stato guidato da Nima Capital. Gli investitori includevano Leonardo DiCaprio, Henry Kravis, Paul Tudor Jones, Goldman Sachs e "Wellington Management".. Nell'ottobre 2016, Rubicon è stata nominata Next Billion-Dollar Startup da Forbes.
Forbes ha riferito nel gennaio 2017 che Rubicon aveva raccolto ulteriori $ 50 milioni di finanziamenti, portando la sua valutazione a $ 800 milioni.  La multinazionale francese Suez ha guidato il round di finanziamento che ha raccolto un totale di 75 milioni di dollari.
Nel settembre 2017, Forbes ha riferito che Rubicon aveva raccolto ulteriori $ 50 milioni da Promecap, la società di investimento con sede in Messico guidata da Fernando Chico Pardo, un collaboratore di lunga data di Carlos Slim. Il finanziamento ha messo la valutazione dell'azienda a più di $ 1 miliardo (entrando così nella cerchia ristretta delle "società unicorni").
Il sito Recode ha riferito, nel maggio 2018, che Rubicon aveva ricevuto $ 65 milioni di finanziamenti dal "New Zealand Superannuation Fund".

## Modello di business
Rubicon mira a ridurre i costi per i clienti collaborando con i fornitori per ridurre le inefficienze e massimizzare la quantità di rifiuti deviati dalle discariche. Tra i clienti vi sono 7-Eleven, Wegmans, ed anche Starbucks. Rubicon serve gli Stati Uniti, il Canada e il Porto Rico e viene lanciato in altri 18 paesi all'inizio del 2016. Nel febbraio 2019, Rubicon ha dichiarato che stava formalmente ponendo gli occhi sullo sviluppo del business internazionale, con gli sforzi che dovrebbero concentrarsi sull'Europa e sulla regione Asia-Pacifico per iniziare. A partire da maggio 2020, la società ha dichiarato di avere 2,7 milioni di sedi di servizi per gli utenti.
Rubicon è un'azienda basata su cloud. Ha creato e mantiene la propria piattaforma software che analizza il flusso di rifiuti dei suoi clienti e trasforma in modo sensato tutti i dati raccolti su trasportatori, clienti e possibilità di riciclaggio. Rubicon fornisce una suite di prodotti SaaS per rifiuti, riciclaggio e soluzioni per città intelligenti. Questa attività di abbonamento è destinata a comprendere oltre il 50% delle entrate di Rubicon.

### Smart Cities
RUBICONSmartCity è l'offerta di prodotti dell'azienda specificamente progettata per le amministrazioni cittadine. Michael Allegretti di Rubicon ha dichiarato a Governing Technology: "Stiamo alimentando i camion della spazzatura per essere gli occhi e le orecchie delle città. Camion della nettezza urbana dovrebbero essere a rotazione data center". Government Fleet ha riferito che la piattaforma di Rubicon ha migliorato la sicurezza dei conducenti, la salute dei veicoli, il servizio clienti e la capacità di monitorare le priorità dei lavori pubblici come buche, problemi di manutenzione delle proprietà e graffiti per i partner municipali di Rubicon.

### Partnership
A dicembre 2019, Rubicon ha annunciato di aver firmato un contratto di abbonamento con la società svizzera Helvetia Environnement. Helvetia dispone di una rete di circa 500 clienti del settore pubblico e 15.000 del settore privato.
Rubicon ha annunciato, nel giugno 2020, una partnership con la società di certificazione di sicurezza globale UL.